# Alemanha. Um Conto de Inverno
Alemanha. Um Conto de Inverno (em alemão: Deutschland. Ein Wintermärchen) é um poema épico satírico do escritor alemão Heinrich Heine (1797–1856), que descreve os pensamentos de uma viagem de Paris a Hamburgo que o autor fez no inverno de 1843. O título se refere ao Conto do Inverno de Shakespeare, semelhante ao seu poema Atta Troll: Ein Sommernachtstraum ("Atta Troll: Sonho de uma noite de verão"), escrito entre 1841–46.
Este poema foi imediatamente banido tanto no Império Austríaco quanto na maior parte da Confederação Germânica, o que ironicamente se tornou uma das razões da crescente fama de Heine.

## Publicação original
Desde o início da Restauração (Metternich) na Alemanha, Heine não estava mais seguro da censura e, em 1831, ele finalmente migrou para a França como exilado. Em 1835, um decreto da Convenção Federal alemã proibiu seus escritos, juntamente com as publicações do grupo literário Jovem Alemanha.
No final de 1843, Heine voltou para a Alemanha por algumas semanas para visitar sua mãe e seu editor Julius Campe em Hamburgo. Na viagem de volta, o primeiro rascunho de Deutschland. Ein Wintermärchen tomou forma. O épico em verso apareceu em 1844, publicado por Hoffmann und Campe, Hamburgo. De acordo com os regulamentos de censura dos Decretos de Carlsbad de 1819, manuscritos com mais de vinte fólios não caíam sob o escrutínio do censor. Portanto, Deutschland. Ein Wintermärchen foi publicado junto com outros poemas em um volume chamado ‘Novos Poemas’. No entanto, em 4 de outubro de 1844, o livro foi banido e o estoque confiscado na Prússia. Em 12 de dezembro de 1844, o rei Frederico Guilherme IV emitiu um mandado de prisão contra Heine. No período seguinte, a obra foi repetidamente proibida pelas autoridades de censura. Em outras partes da Alemanha, certamente foi publicada na forma de uma publicação separada, também publicada por Hoffmann und Campe, mas Heine teve que encurtá-la e reescrevê-la.
Ironicamente, a censura das obras de Heine, particularmente do Conto de Inverno, tornou-se uma das principais razões para a crescente fama de Heine.

## Conteúdos

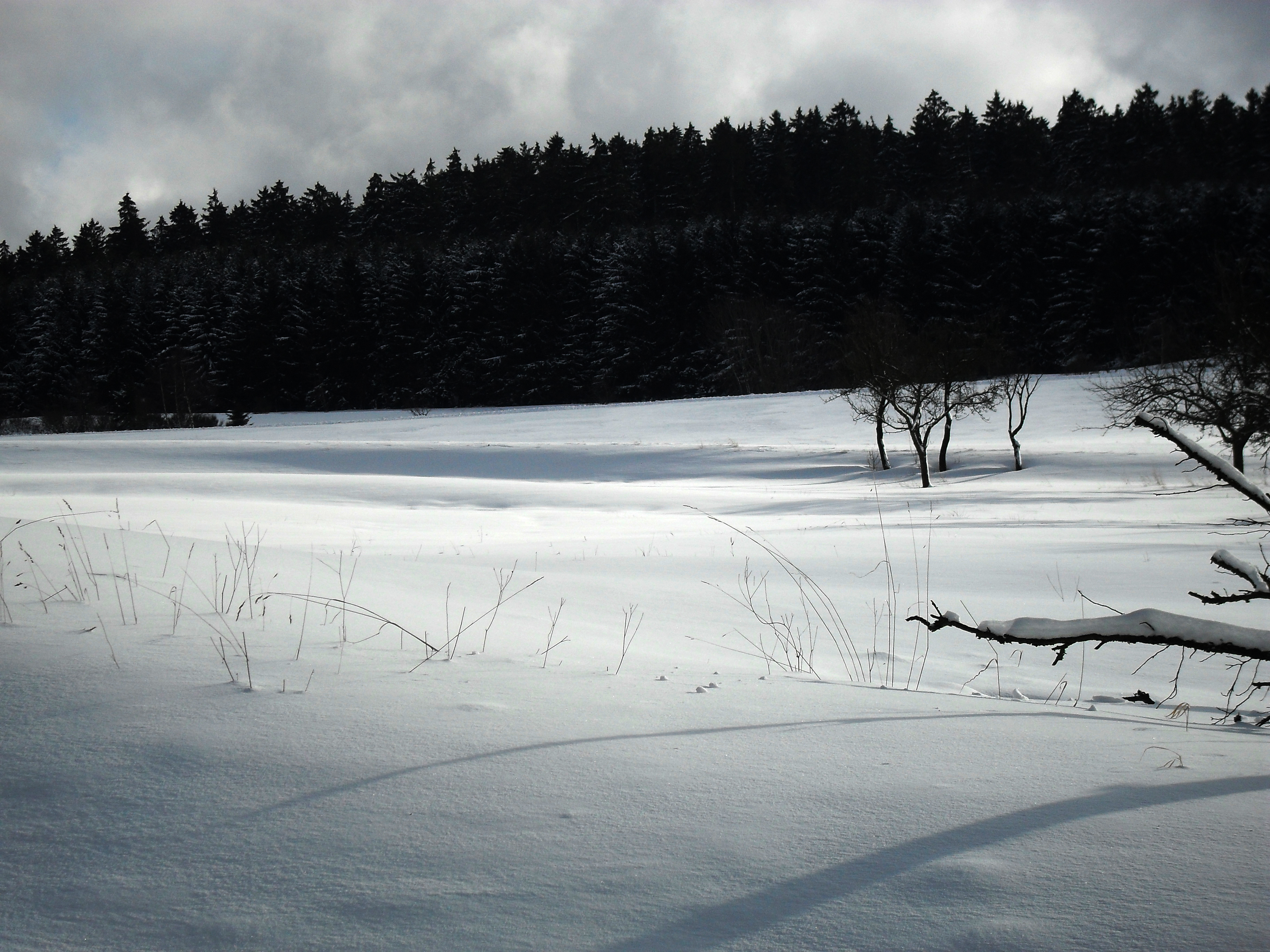
Paisagem de inverno perto de Schmitten, Hesse

A abertura do poema é a primeira viagem de Heinrich Heine à Alemanha desde sua emigração para a França em 1831. No entanto, deve-se entender que esta é uma viagem imaginária, não a viagem real que Heine fez, mas um tour literário por várias províncias da Alemanha para os propósitos de seu comentário. O "eu" da narrativa é, portanto, o instrumento da imaginação criativa do poeta.
Wintermärchen e Winterreise

Heinrich Heine era um mestre do estilo natural de letras sobre o tema do amor, como aquelas no 'Lyrisches Intermezzo' de 1822–1823 em Das Buch der Lieder (1827) que foram definidas por Robert Schumann em seu Dichterliebe. Alguns de seus poemas foram definidos por Franz Schubert, não menos importante para a grande série de canções postumamente coletadas, conhecida como Schwanengesang. Em tais obras, Heine assumiu o estilo de Wilhelm Müller, cujo filho, o Professor Max Müller, mais tarde enfatizou a natureza fundamentalmente musical desses poemas e a congruência absoluta das composições de Schubert, que são duetos totalmente compostos para voz e piano, em vez de meros "acompanhamentos" de melodias. No entanto, a obra de Heine abordou preocupações políticas com uma voz farpada e contemporânea, enquanto o lirismo melancólico e o cenário natural de Müller exploraram experiências humanas mais privadas (embora igualmente universais). Os cenários de Heine de Schubert dificilmente retratam a identidade completa do poeta-filósofo.
Schubert morreu em 1828: a escolha de Heine do tema da jornada de inverno certamente faz alusão ao Winterreise, o ciclo de poemas de Müller sobre o amor perdido, que no ciclo de canções de Schubert de mesmo nome se tornou uma obra imortal incorporando alguma declaração mais final e trágica sobre a condição humana. Winterreise é sobre o exílio do coração humano e sua amarga e sombria autorreconciliação. Deutschland. Ein Wintermärchen transfere o tema para o cenário político europeu internacional, seu exílio como escritor de sua própria terra natal (onde está seu coração), e seu Heimatssehnsucht ou anseio pela terra natal. Assim, Heine lança seus pensamentos secretos e "ilegais", de modo que os dardos de sua sátira e humor voam para fora do vórtice trágico de seu próprio exílio. O fato de que a poesia de Heine era ela mesma tão intimamente identificada com Schubert era parte de seu arsenal de "fogo e armas" mencionado nas estrofes finais: ele transformou o lamento de Müller em um lamento pela Alemanha.
Na Seção III, cheio de euforia, ele pisa novamente em solo alemão, com apenas ‘camisas, calças e lenços de bolso’ em sua bagagem, mas em sua cabeça ‘um ninho de pássaros cantando/ de livros passíveis de serem confiscados’. Em Aachen, Heine entra em contato novamente com os militares prussianos:

Essas pessoas ainda são do mesmo tipo de madeira,
Derramadas em lugares-comuns pedantes -
Todos os movimentos são em ângulo reto - e pedantes
Está congelado em seus rostos.

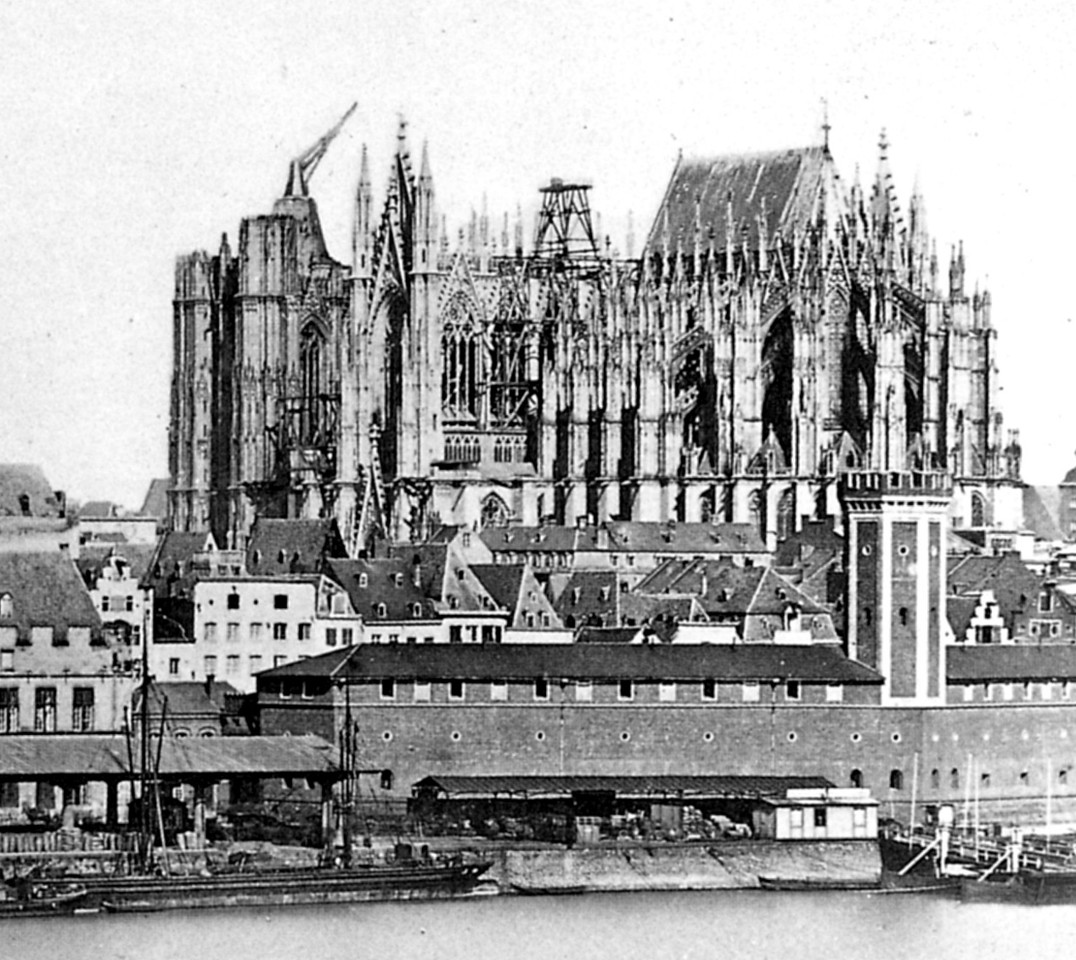
Catedral de Colônia inacabada em 1856, ano da morte de Heine.

Na Seção IV sobre a viagem de inverno para Colônia, ele zomba da anacrônica sociedade alemã, que mais prontamente com habilidades arcaicas constrói a Catedral de Colônia, inacabada desde a Idade Média, do que se dirige à Era Presente. Que as obras de construção anacrônicas tenham sido descontinuadas no curso da Reforma indicava para o poeta um avanço positivo: a superação de modos tradicionais de pensamento e o fim da juventude ou adolescência espiritual.
Na Seção V ele chega ao Reno, como ‘o Reno alemão’ e ‘Pai Reno’, ícone e memorial da identidade alemã. O deus-rio, no entanto, mostra-se como um velho triste, enojado com a tagarelice sobre a identidade germânica. Ele não deseja voltar para o meio dos franceses que, segundo Heine, agora bebem cerveja e leem ‘Fichte’ e Kant.
A Seção VI introduz o ‘Liktor’, o demônio do poeta e sósia fantasmagórico, sempre presente, que o segue carregando um machado sob sua capa, esperando por um sinal para executar as sentenças judiciais do poeta. As estrofes expressam a convicção de Heine de que uma ideia uma vez pensada nunca pode ser perdida. Ele confronta a figura sombria e é informado:

Em Roma, um machado era carregado diante
Um cônsul, devo lembrá-lo.
Você também tem seu lictor, mas hoje em dia
O machado é carregado atrás de você.

Eu sou seu lictor: na retaguarda
Você sempre ouve o tilintar do
Machado do carrasco que te segue.
Eu sou o feito em que você pensa.

Na Seção VII, a Execução começa em sonho. Seguido por seu ‘assistente silencioso’, o poeta vagueia por Colônia. Ele marca os batentes das portas com o sangue de seu coração, e isso dá ao Liktor o sinal para uma sentença de morte. Por fim, ele chega à Catedral com o Santuário dos Três Reis, e “esmaga os pobres esqueletos da Superstição”.
Na Seção VIII, ele viaja mais adiante para Hagen e Mülheim, lugares que trazem à mente seu antigo entusiasmo por Napoleão Bonaparte. Sua transformação da Europa havia despertado em Heine a esperança pela liberdade universal. No entanto: o Imperador está morto. Heine havia sido uma testemunha ocular em Paris de seu enterro em 1840 em Les Invalides.
A Seção IX traz reminiscências culinárias do "chucrute caseiro" temperado com ironia: Seção X, Saudações à Vestfália.

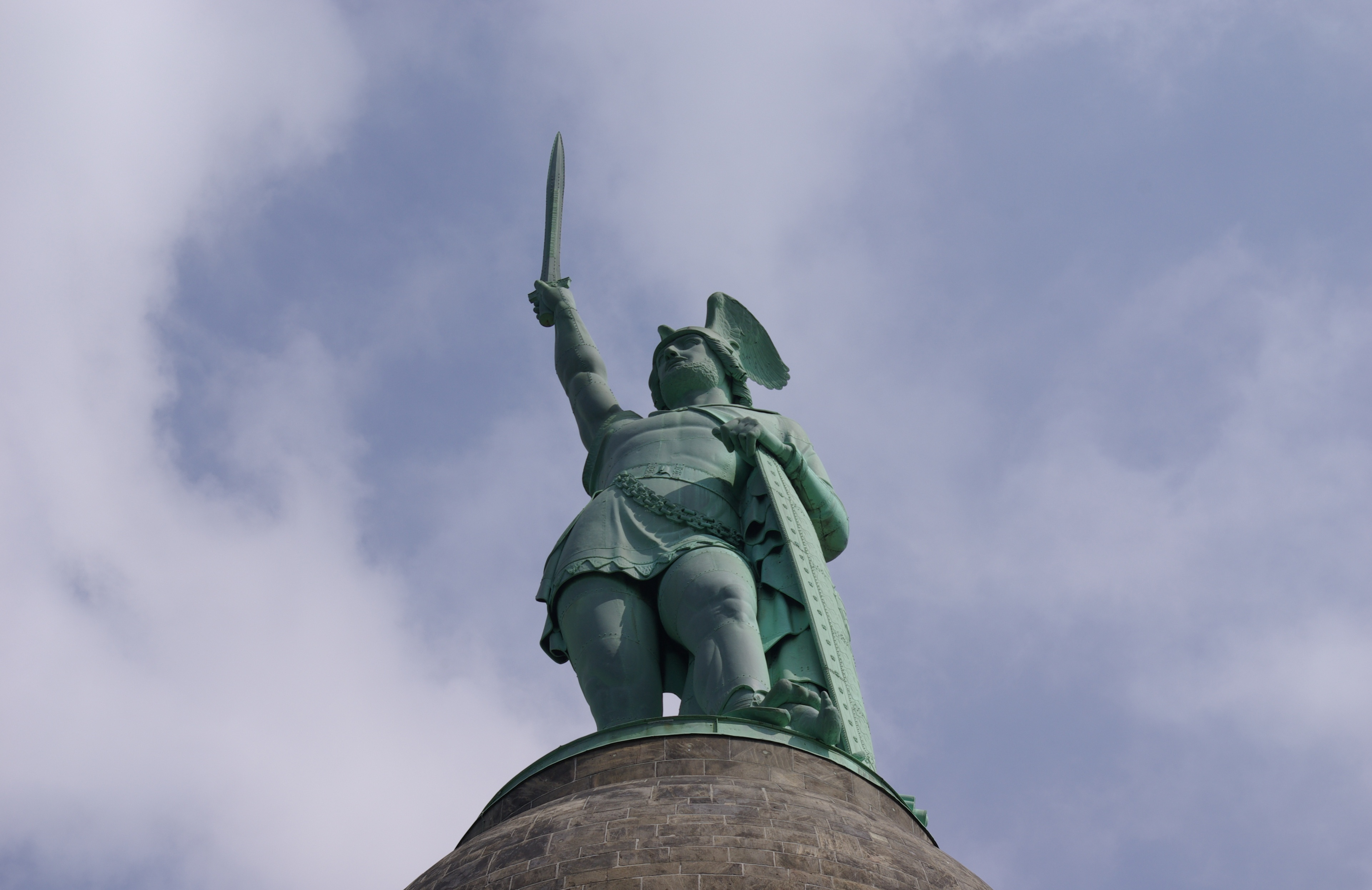
Hermannsdenkmal, Floresta de Teutoburgo

Na Seção XI, ele viaja pela Floresta de Teutoburgo e fantasia sobre o que poderia ter acontecido se Hermann dos Queruscos não tivesse vencido o exército romano sob Públio Quintílio Varo e terminado tanto o colonialismo e a romanização ao leste do Rio Reno: Caso contrário, a Romanitas, o paganismo, e a depravação da nobreza romana descrita por Suetônio e Tácito teriam permeado o núcleo espiritual do povo alemão, e no lugar dos "Três Dúzias de Padres das Províncias" já deveria ter havido agora pelo menos um Nero adequado. A Seção é também um ataque disfarçado à preferência pelo neoclassicismo generalizado no Reino da Prússia, que era favorecido pelo “romântico no trono”, Frederico Guilherme IV; e contra todos os indivíduos significativos neste movimento (por exemplo, Raumer, Hengstenberg, Birch-Pfeiffer, Schelling, Maßmann, Cornelius), que viveram todos em Berlim. Em contraste direto com a história contrafactual de Lewis H. Lapham no volume de 1999 What If?, que tentou traçar uma linha reta de causa e efeito entre a Batalha da Floresta de Teutoburgo em 9 d.C. e os crimes de guerra nazistas do século XX, Heine termina expressando, em vez disso, gratidão pela descolonização da província da Germania Antiqua sob a liderança de Hermann e orgulhosamente relata sua própria decisão de se tornar um dos primeiros a doar dinheiro para a construção do Hermannsdenkmal.
A Seção XII contém o discurso do poeta sobre o tema: ‘Uivando com os lobos’, enquanto a carruagem quebra na floresta à noite, e ele responde enquanto os habitantes da floresta lhe serenatam. Heine oferece isso como uma declaração metafórica da distância crítica ocupada por ele mesmo como poeta polêmico ou satírico, e do traje de pele de carneiro apropriado para muito do que o cercava.

Eu não sou ovelha, eu não sou cachorro,
 Nenhum conselheiro, e nenhum marisco –
 Eu permaneci um lobo, meu coração
 E todas as minhas presas são de lobo.

A Seção XIII leva o viajante a Paderborn. Na névoa da manhã, um crucifixo aparece. O "pobre primo judeu" teve ainda menos sorte do que Heine, já que o gentil Censor pelo menos se conteve em crucificá-lo — até agora, pelo menos ...

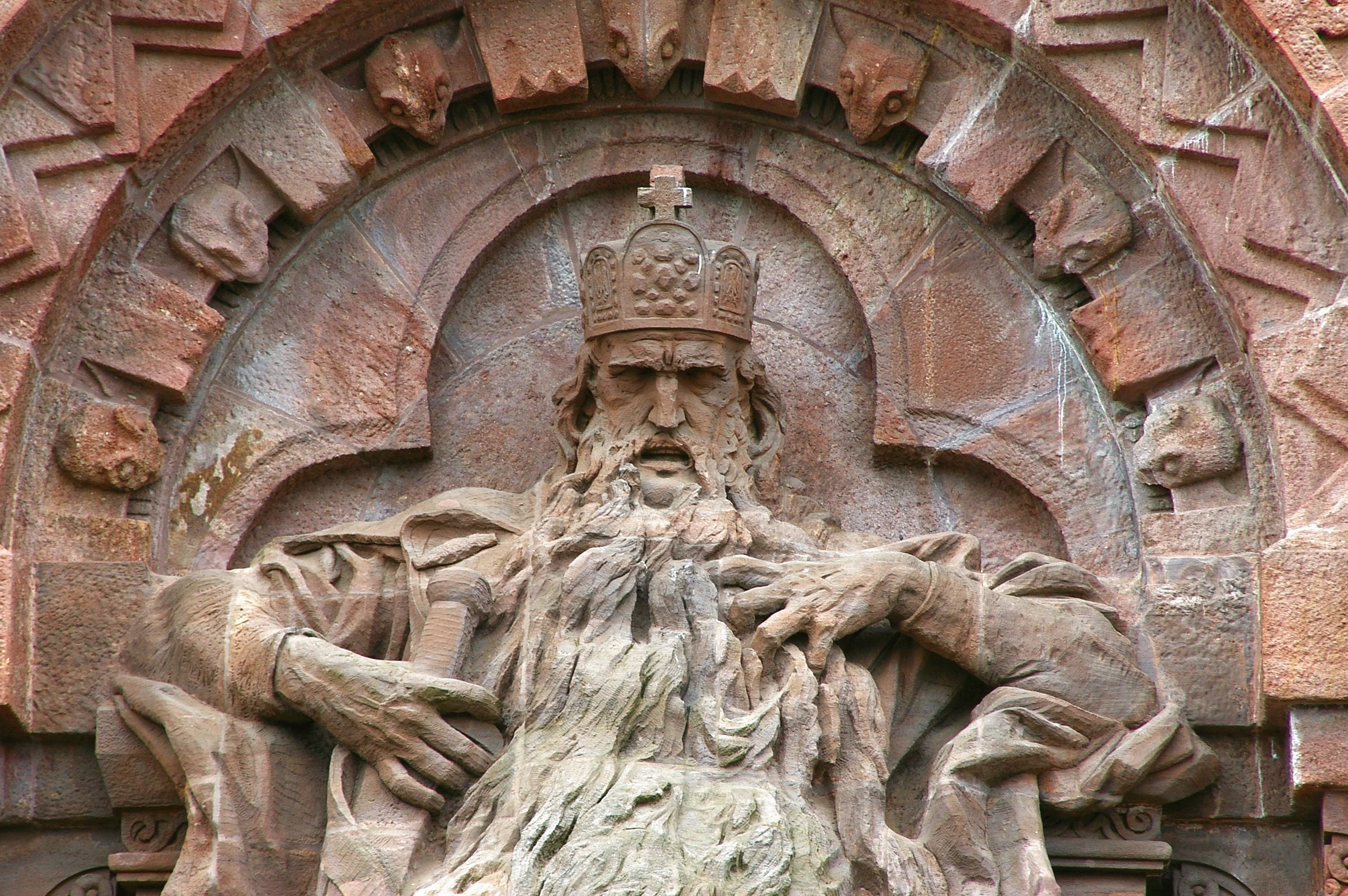
Monumento de Kyffhäuser

Na Seção XIV e Seção XV, o poeta se dirige em um sonho a outro lugar memorável: ele visita Friedrich Barbarossa em Kyffhäuser. Não é de surpreender que o mítico imperador alemão se apresente como um homem que se tornou imbecil pela senilidade, que está acima de tudo orgulhoso do fato de que sua bandeira ainda não foi comida por traças. Alemanha em necessidade interna? Necessidade urgente de negócios para um Imperador disponível? Acorde, velho, e tire sua barba da mesa! O que o herói mais antigo quer dizer com isso?

Aquele que não vem hoje, amanhã certamente virá,

Mas lentamente o carvalho desperta,

E ‘aquele que vai suavemente vai bem*’, assim diz

O provérbio no reino romano.

(*chi va piano va sano, italiano)

A Seção XVI traz o Imperador ao estado mais recente das coisas: entre a Idade Média e os Tempos Modernos, entre Barbarossa e hoje, está e funciona a guilhotina. Os Imperadores esgotaram sua utilidade, e vistos sob essa luz, os monarcas também são supérfluos. Fique na montanha, Velho! O melhor de tudo é que a nobreza, junto com aquela "cavalaria de ligas de loucura gótica e mentira moderna", deveria ficar lá também com você em Kyffhäuser (Seção XVII). Espada ou laço fariam um serviço igualmente bom para a eliminação desses bajuladores supérfluos.
As negociações com a polícia continuam desagradáveis em Minden, seguidas pelo pesadelo obrigatório e sonho de vingança (Seção XVIII). Na Seção XIX, ele visita a casa onde seu avô nasceu em Bückeburg:

Em Bückeburg, subi até a cidade,

Para ver a velha fortaleza, o Stammburg,

O lugar onde meu avô nasceu;

Minha avó veio de Hamburgo.

De lá, ele foi para um encontro com o rei Ernesto Augusto I de Hanôver naquele lugar, que, "acostumado à vida na Grã-Bretanha", o detém por um período mortal de tempo. A seção se refere acima de tudo à violação da constituição por Ernst August no ano de 1837, que foi combatido pelos sete professores de Göttingen. Finalmente, na Seção XX, ele está no limite de sua jornada: Em Hamburgo, ele vai visitar sua mãe. Ela, igualmente, está no controle de suas responsabilidades:
- 1.	Você está com fome?
- 2.	Você tem uma esposa?
- 3.	Onde você prefere viver, aqui comigo ou na França?
- 4.	Você sempre fala sobre política?

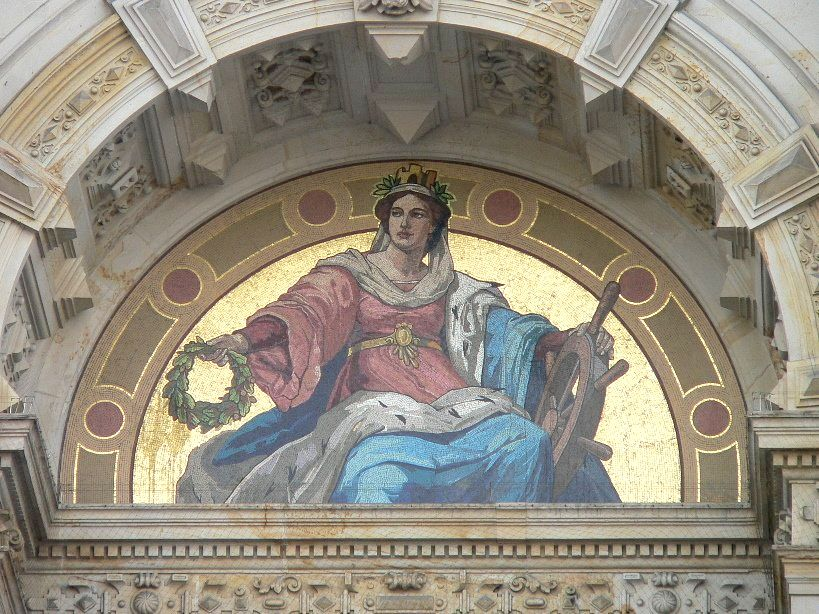
Hammonia acima da sacada da Prefeitura de Hamburgo

As Seções XXI e XXII mostram o poeta em Hamburgo em busca de pessoas que conhece e de memórias, e na Seção XXIII ele canta os louvores da editora Campe. A Seção XXIV descreve um encontro com o genius loci de Hamburgo, Hammonia. Uma promessa solene do maior segredo deve ser feita no estilo do Antigo Testamento, na qual ele coloca sua mão sob a coxa da Deusa (ela cora levemente – tendo bebido rum!). Então a Deusa promete mostrar ao seu visitante a futura Alemanha. Expectativa universal. Então o Censor faz um corte no lugar crítico. Decepção. (Seção XXV e XXVI) 

Com a Seção XXVII o Conto de Inverno termina:

O Jovem logo brota, que entende

O orgulho e a grandeza do poeta

E em seu coração ele se aquece,

No esplendor ensolarado de sua alma.

Nas estrofes finais, Heine se coloca na tradição de Aristófanes e Dante e fala diretamente ao rei da Prússia:

Então não machuque seus bardos vivos,

Pois eles têm fogo e armas

Mais assustadores que o raio de Júpiter:

Através deles o Poeta se forma.

Com um aviso ao Rei, de condenação eterna, o épico termina.

## Um crítico por amor à Pátria
Deutschland. Ein Wintermärchen mostra o mundo de imagens de Heine e sua dicção poética semelhante a uma canção popular em uma reunião compacta, com críticas cortantes e irônicas às circunstâncias em sua terra natal. Heine coloca sua visão social em contraste com o sombrio ‘quadro de novembro’ da pátria reacionária que se apresentou a seus olhos:

Uma nova canção, uma canção melhor,

Ó amigos, falo a vocês!

Aqui na Terra, em breve, cumpriremos

Um decreto do reino celestial.

Alegres seremos na Terra

E não mais passaremos fome;

A barriga podre não se alimentará

Dos frutos da indústria.

Acima de tudo, Heine criticou o militarismo alemão e o chauvinismo reacionário (ou seja, o nacionalismo), especialmente em contraste com os franceses, cuja revolução ele entendeu como uma ruptura com a liberdade. Ele admirava Napoleão (acriticamente) como o homem que alcançou a Revolução e tornou a liberdade uma realidade. Ele não se via como um inimigo da Alemanha, mas sim como um crítico por amor à Pátria:

Plante a bandeira preta, vermelha e dourada no topo da ideia alemã, faça dela o padrão da humanidade livre, e eu derramarei o sangue do meu querido coração por ela. Fique tranquilo, eu amo a Pátria tanto quanto você.

  (do Prefácio).

## Recepção
O verso épico de Heine foi muito debatido na Alemanha até os nossos dias. Acima de tudo, no século ao qual pertencia, a obra foi rotulada como a "escrita vergonhosa" de um homem sem-teto ou sem país, um "traidor da Pátria", um detrator e um caluniador. Essa maneira de olhar para Deutschland. Ein Wintermärchen foi levada, especialmente no período do nazismo, para uma ridícula caricatura antissemita. Imediatamente após a Segunda Guerra Mundial, uma edição barata do poema com o prefácio de Heine e uma introdução de Wolfgang Goetz foi publicada pela Wedding-Verlag em Berlim em 1946.
Os tempos modernos veem na obra de Heine – em vez disso, a base de uma preocupação mais ampla com o nacionalismo e conceitos estreitos de identidade alemã, contra o pano de fundo da integração europeia – um poema político pesado na língua alemã: soberano em sua percepção e sagacidade inventiva, austero em suas imagens, magistral em seu uso da linguagem. As criações de figuras de Heine (como, por exemplo, o ‘Liktor’) são habilidosas e memoravelmente retratadas.
Grande parte da atração que o verso-épico exerce hoje se baseia nisso, que sua mensagem não é unidimensional, mas sim traz à expressão as contradições ou contrastes multifacetados no pensamento de Heine. O poeta se mostra como um homem que ama sua terra natal e, ainda assim, só pode ser um hóspede e visitante dela. Da mesma forma que Anteu precisava de contato com a Terra, Heine extraiu sua habilidade e a plenitude de seu pensamento apenas por meio do contato intelectual com a terra natal.
Isto exemplificou a brecha visível que a Revolução Francesa de Julho de 1830 significa para a Alemanha intelectual: a brisa fresca da liberdade sufocada pelos esforços reacionários da Restauração de Metternich, a logo oprimida "Primavera" da liberdade cedeu lugar a um novo inverno de censura, repressão, perseguição e exílio; o sonho de uma Alemanha livre e democrática foi durante um século inteiro descartado do reino das possibilidades.
Deutschland. Ein Wintermärchen é um ponto alto da poesia política do período Vormärz antes da Revolução de Março de 1848, e na Alemanha faz parte do currículo educacional oficial. A obra tomada por anos e décadas como o panfleto anti-alemão do "francês voluntário" Heine, hoje é para muitas pessoas o poema mais comovente já escrito por um emigrante.
Recentemente, o diretor Sönke Wortmann fez referência a este poema para seu documentário de futebol sobre a seleção masculina alemã durante a Copa do Mundo da FIFA de 2006. O filme é intitulado "Deutschland. Ein Sommermärchen". A Copa do Mundo de 2006 é frequentemente mencionada como um ponto no tempo que teve um impacto positivo significativo na Alemanha moderna, refletindo uma compreensão alterada da identidade nacional que vem evoluindo continuamente ao longo dos 50 anos anteriores ao evento.

## Edições
Edições alemãs
- Heinrich Heine. Historico-critical complete edition of the Works. Edited by Manfred Windfuhr. Vol. 4: Atta Troll. Ein Sommernachtstraum / Deutschland. Ein Wintermärchen. Revised by Winfried Woesler. (Hoffmann und Campe, Hamburg 1985).
- H. H. Deutschland. Ein Wintermärchen. Edited by Joseph Kiermeier-Debre. (Deutscher Taschenbuch Verlag, Munich 1997.) (Bibliothek der Erstausgaben.) ISBN 3-423-02632-4
- H. H. Deutschland. Ein Wintermärchen. Edited by Werner Bellmann. Revised Edition. (Reclam, Stuttgart 2001.) ISBN 3-15-002253-3
- H. H. Deutschland. Ein Wintermärchen. Edited by Werner Bellmann. Illustrations by Hans Traxler.(Reclam, Stuttgart 2005.) ISBN 3-15-010589-7 (Paperback: Reclam, Stuttgart 2011, ISBN 978-3-15-020236-4)

Traduções em inglês
- Deutschland: A Not So Sentimental Journey by Heinrich Heine. Translated (into English) with an Introduction and Notes by T. J. Reed (Angel Books, London 1986). ISBN 0-946162-58-1
- Germany. A Winter's Tale in: Hal Draper: The Complete Poems of Heinrich Heine. A Modern English Version (Suhrkamp/Insel Publishers Boston Inc. 1982). ISBN 3-518-03062-0